# Ruth Clifford
Ruth Clifford (17 de febrero de 1900 – 30 de noviembre de 1998) fue una actriz que actuó en películas en la era de cine mudo, Su carrera continuo hasta la era de la televisión.

## Primeros años
Clifford nació en Pawtucket, Rhode Island, hija de padres nacidos en Inglaterra. Cuando tenía 11 años, su madre falleció, por lo que su hermana y ella se tuvieron que mudar al seminario de St. Mary en Narragansett, Rhode Island. Cuatro años después, se fueron a Los Ángeles a vivir con su tía quién también era actriz.

## Cine
Clifford consiguió trabajo como extra y comenzó su carrera cuando tenía 15 años en Universal Pictures, en roles importantes. Su primera película fue Behind the Lines (1916).
A mediados de los años 20, estaba interpretando el amor perdido de Abraham Lincoln , Ann Rutledge, en La vida dramática de Abraham Lincoln (1924). Pero las eras sonoras vieron que sus roles disminuían, y durante las siguientes tres décadas interpretó papeles menores.[cita requerida]
Era una de las favoritas de John Ford, quien participó en ocho películas, pero rara vez en papeles importantes. También fue, durante un tiempo, la voz de Minnie Mouse y de la Pata Daisy.
El obituario de Clifford en Los Angeles Times señaló que ella "se convirtió en una fuente principal para los historiadores en la era del cine mudo".

## Teatro
En la década de 1940, Clifford realizó una gira por los Estados Unidos como miembro del Abbey Theatre y tuvo algunos papeles principales en "obras clásicas irlandesas".

## Televisión
En la década de 1950, Clifford apareció en algunos episodios de la serie Highway Patrol y en comerciales.

## Vida personal
Clifford se casó con un desarrollador inmobiliario de Beverly Hills, California llamado James Cornelius el 5 de diciembre de 1924. La pareja tuvo un hijo y se divorciaron en 1938.

## Muerte
Clifford murió en Woodland Hills, California, el 30 de noviembre de 1998, a los 98 años. Fue enterrada en el Cementerio de Holy Cross. Le sobrevivieron 2 primos hermanos.